# Alvah Bessie
Alvah Cecil Bessie (4 de junio de 1904 – 21 de julio de 1985) fue un novelista, periodista y guionista estadounidense. Sufrió prisión (diez meses) y fue incluido en la lista negra por los responsables de los estudios cinematográficos por pertenecer al grupo conocido como los Diez de Hollywood sospechosos de pertenecer al partido comunista.

## Biografía
Formado en la Universidad de Columbia, combatió como voluntario en la Brigada Lincoln durante la guerra civil española, en las Brigadas Internacionales en defensa de la República Española. Tras su regreso escribió un libro acerca de su experiencia: Men in Battle.
Bessie escribió guiones para la Warner Brothers y otros estudios en la segunda mitad de la década de 1940. Fue nominado para un Premio de la Academia como mejor historia original por la película patriótica de la Warner Objetivo Birmania (1945).
Su carrera quedó detenida en 1947, al ser convocado por la Comisión de Actividades Antiamericanas (HUAC). Rehusó confirmar o desmentir su relación con el Partido Comunista de Estados Unidos y, en 1950, se convirtió en unos de los Diez de Hollywood al ingresar en prisión y ser incluido en las listas negras. Tras su puesta en libertad trabajó para en un club nocturno de San Francisco, encargándose de la iluminación y el sonido y con frecuencia presentando artistas.
En 1965 Bessie escribió un libro sobre su experiencia con la HUAC, Inquisition in Eden. En 1975 apareció Spain Again, la crónica de sus experiencias como coautor y actor en la película España otra vez, dirigida por Jaime Camino.
Su carrera como guionista quedó destruida por su inclusión en las listas negras y nunca regresó a Hollywood.  Al final de su vida, sin embargo, tuvo que ver con el proyecto de llevar su novela Bread and a Stone al cine en la película "Hard Traveling" (1986), protagonizada por J.E. Freeman y Ellen Geer.  El guion para la película fue escrito por uno de los dos hijos de Alvah, Dan Bessie, quien había desarrollado su carrera profesional en la industria cinematográfica.  Dan Bessie ha publicado alguno de los libros de su padre que habían quedado inéditos o trabajos dispersos, entre lo que destacan sus Spanish Civil War Notebooks (Cuadernos de la Guerra de España) (2001).
En su biografía familiar titulada Rare Birds: An American Family (University Press of Kentucky, 2001) su hijo Dan Bessie menciona que Alvah estaba emparentado con algunos empresarios de gran éxito: era suegro del conocido artista del póster de los años 1960 Wes Wilson, marido de Eva, hija de Alvah, y cuñado (por parte de su primera mujer, Mary) del famoso ejecutivo de la publicidad Leo Burnett. 
Bessie falleció en Terra Linda, California a los 81 años.
La vida de Alvah Bessie es el hilo conductor de la película española Hollywood contra Franco (Oriol Porta, 2009).

## Premios y distinciones
Premios Óscar
| Año  | Categoría       | Película          | Resultado |
| ---- | --------------- | ----------------- | --------- |
| 1946 | Mejor argumento | Objetivo Birmania | Nominado  |